# Gillot Saint-Evre
Gillot Saint-Evre, né en 1791 à Boult-sur-Suippe et mort le 20 février 1871 à Biarritz, est un peintre et graveur français.

## Biographie
Né Pierre Édouard Marie Gillot, mais connu sous le nom de Gillot Saint-Evre, il est un peintre d'histoire actif des années 1820 jusqu'à sa mort. Ses peintures s'inscrivent dans le style troubadour, reprenant de grandes scènes de l'Histoire de France en y apportant une touche de lyrisme romantique.

## Peintures
Ses thèmes de prédilection sont des scènes médiévales, dont : 
- Inez de Castro, 1827, Paris, maison de Victor Hugo ;
- Jeanne d'Arc présentée à Charles VII, février 1429, 1833, par Dominique Papety d'après Gillot Saint-Evre, château de Versailles[2] ;
- Entrevue de Gisors entre Philippe-Auguste et Henri II à Gisors, 21 janvier 1188, 1839, château de Versailles[3] ;
- Mariage de Charles VIII et d'Anne de Bretagne, 6 décembre 1491, 1837, château de Versailles[4] ;
- Charlemagne établissant Alcuin au Louvre, 780, 1835, château de Versailles[5] ;
- L'Éducation de Marie Stuart à la cour de François II, 1836, Versailles, Grand Trianon ;
- Marie Stuart enfant déclamant une oraison funèbre, Versailles, hôtel de préfecture des Yvelines ;
- Miranda fait une partie d'échecs avec Ferdinand, qu'elle accuse, en plaisantant, de tricher, 1822, Paris, musée de la Vie Romantique.

Il est aussi l'auteur de portraits comme :
- Portrait de Joseph-Jacques Ramée, 1832, Blérancourt, musée national de la coopération franco-américaine[6] ;
- Nicolas-Auguste de la Baume, marquis de Montrevel, maréchal de France, 1835, Strasbourg, rectorat de l'université[7] ;
- Portrait en pied de César, duc de Choiseul, 1835, déposé en 1927 à l'ambassade de France à Varsovie, œuvre disparue.

Œuvres de Gillot Saint-Evre
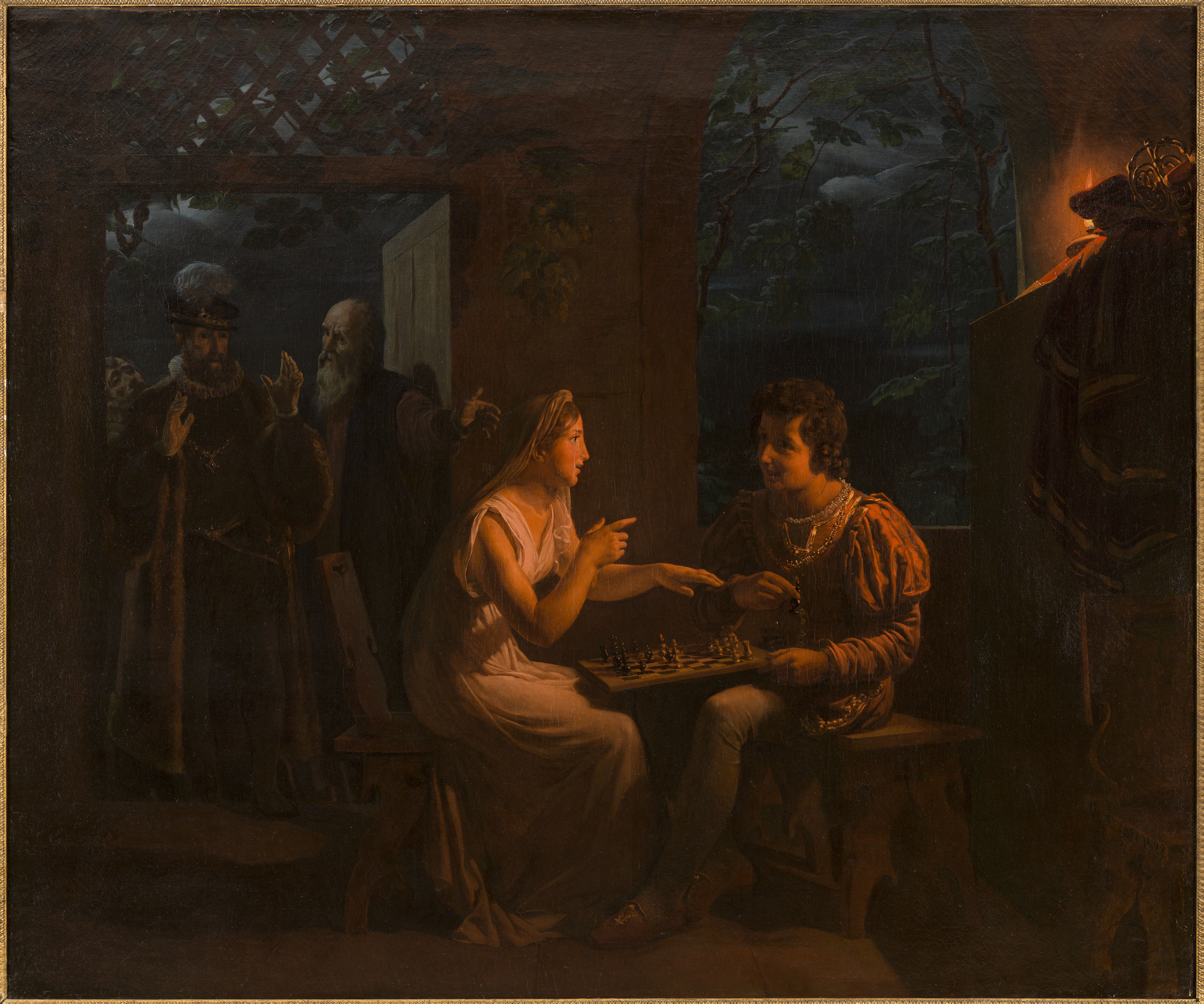
Miranda fait une partie d'échecs avec Ferdinand, qu'elle accuse, en plaisantant, de tricher (1822), Paris, musée de la Vie romantique. D'après La Tempête de Shakespeare.
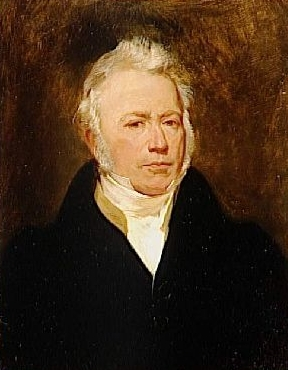
Portrait de Joseph-Jacques Ramée (1832), Blérancourt, musée national de la coopération franco-américaine.
Jeanne d'Arc en prison, Salon de 1833
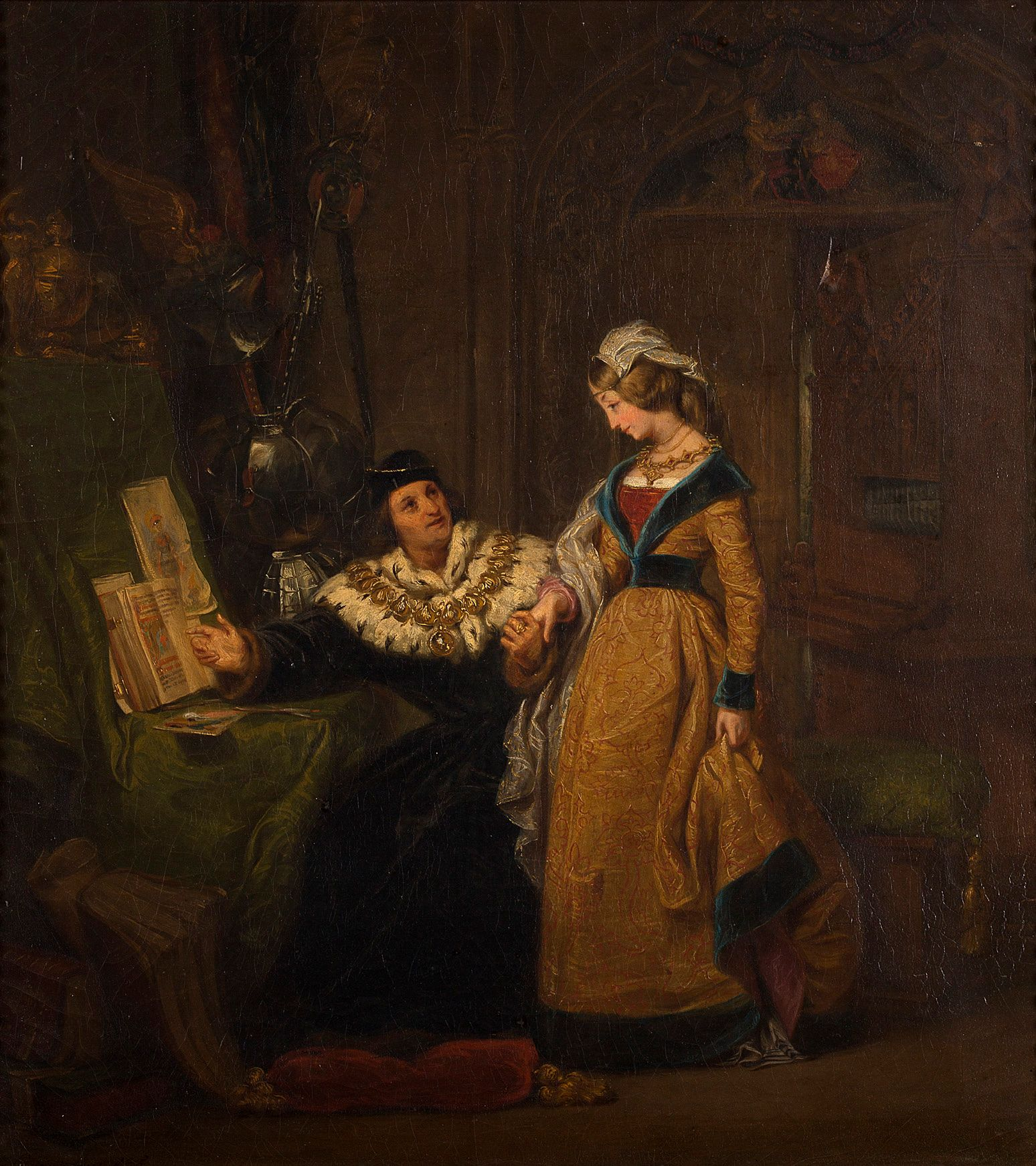
Le roi René présentant à Jeanne de Laval le Livre du cœur d'Amour épris, 1835
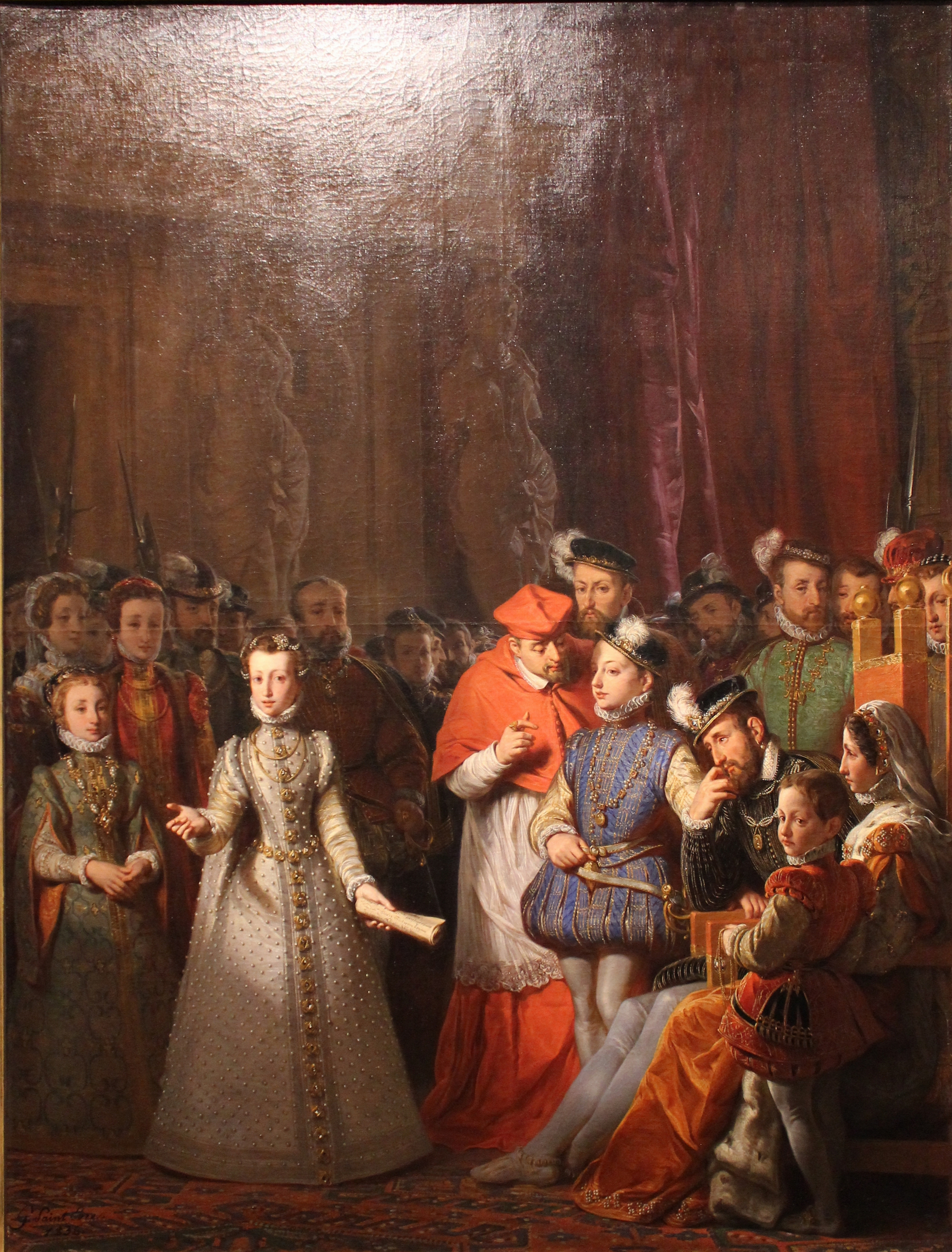
L'Éducation de Marie Stuart à la cour de François II (1836), Versailles, Grand Trianon.